# ドッジー
ドッジー (Dodgy) はイギリス・ロンドン出身のロックバンド。

## 来歴
1990年、ナイジェル・クラーク（ボーカル/ベース）、アンディ・ミラー（ギター）、マシュー・プリースト（ドラムス）の3人で結成。ビートルズやザ・フーといった往年のブリティッシュ・ロックに影響を受けた親しみやすいメロディやコーラスが特徴で、DJクラブとライヴを組み合わせたイベント「ドッジー・クラブ」を主催するなどデビュー前から独自の活動を行い、A&Mレコードと契約。
1993年、ライトニング・シーズのイアン･ブロウディーがプロデュースした1stアルバム『ザ・ドッジー・アルバム』を発表。1994年、シングル「ステイング・アウト・フォー・ザ・サマー」がスマッシュヒット。同年発表の2ndアルバム『ホームグロウン』は全英28位に入った。1996年発表の3rdアルバム『フリー・ピース・スウィート』とシングル「グッド・イナフ」はともに全英トップテン入りし、本格的なブレイクを果たす。1998年、ナイジェルがバンドを脱退。同年、それまでの活動をまとめたベストアルバム『エースA’s&キラーB’s』が発表された。
残されたメンバーはバーナード・バトラーのバックバンドを務めるなどした後、1999年夏から新メンバーを加えてドッジー名義で再始動を図る。2001年、ファンから資金提供を募って制作したアルバム『リアル・エステイト』を発表。しかしほとんど注目されないまま、このラインナップでの活動は終了。一方、バンドを脱退したナイジェルは2005年からソロ活動を開始。2006年ソロアルバム『21st Century Man』を発表した。
2007年、オリジナル・メンバーで再結成することを発表。その後はツアーやフェスティバル出演など地道に活動を続け、2012年にはオリジナル・メンバーとしては16年ぶりとなる再結成アルバム『スタンド・アップライト・イン・ア・クール・プレイス』を自主レーベルから発表。2016年、チェリーレッドから最新作『ホワット・アー・ウィ・ファイティング・フォー』を発表。このアルバムから新メンバーのスチュ・トイ（ベース）を加えた4人体制となった。

## エピソード
- イアン・ブラウンのニックネームである「キングモンキー」とは、ドラムスのマシューが名づけたもの。
- ブルートーンズとは同郷であり、メンバーはデビュー前に同じ一軒屋に住み込んでいたこともある。サポートメンバーでキーボード担当のリチャード・ペインは、ドッジー解散後の一時期ブルートーンズに加入していた。

## ディスコグラフィー

### スタジオ・アルバム
- 1993年 - ザ・ドッジー・アルバム (The Dodgy Album) - 全英75位
- 1995年 - ホームグロウン (Homegrown) - 全英28位
- 1996年 - フリー・ピース・スウィート (Free Peace Sweet) - 全英7位
- 2001年 - リアル・エステイト (Real Estate)
- 2012年 - スタンド・アップライト・イン・ア・クール・プレイス (Stand Upright In A Cool Place) - 全英76位
- 2016年 - ホワット・アー・ウィ・ファイティング・フォー (What Are We Fighting For) - 英インディー28位